# Giurisdizione dei Quattro Vicariati
I Quattro vicariati sono un'entità giurisdizionale rinascimentale comprendente i comuni di Ala, Avio, Brentonico e Mori.

## Storia
Il 7 luglio 1410 Azzone Francesco di Castelbarco redasse un testamento in cui dispose che in caso di morte di suo figlio Ettore tutti i suoi possessi e diritti avrebbero dovuto passare alla Repubblica di Venezia. Nel 1411, in virtù di queste disposizioni testamentarie, Ala, Avio, Brentonico e Mori divennero dominio veneziano.
I Veneziani posero dei loro vicari nei quattro paesi perché curassero l'amministrazione della giustizia civile. A seguito di quest'evento le quattro comunità assunsero la denominazione di "Quattro Vicariati".
In virtù delle vicende della lega di Cambrai nel 1509 i Quattro Vicariati passarono all'imperatore Massimiliano I d'Asburgo e restituiti al principato vescovile di Trento nel 1532.
I Castelbarco avviarono una causa per ritornare in possesso dei loro precedenti possessi e nel 1654 poterono tornare in possesso dei feudi.
Brentonico divenne il centro più importante dei Quattro Vicariati durante il nuovo dominio dei Castelbarco: qui aveva sede un capitano, competente in materia penale e in sede di appello, rispetto alle sentenze già pronunciate dai quattro vicari.
I privilegi e diritti dei Quattro Vicariati furono mantenuti fino al 1807 quando i quattro vicariati furono soppressi in età napoleonica.

## Struttura

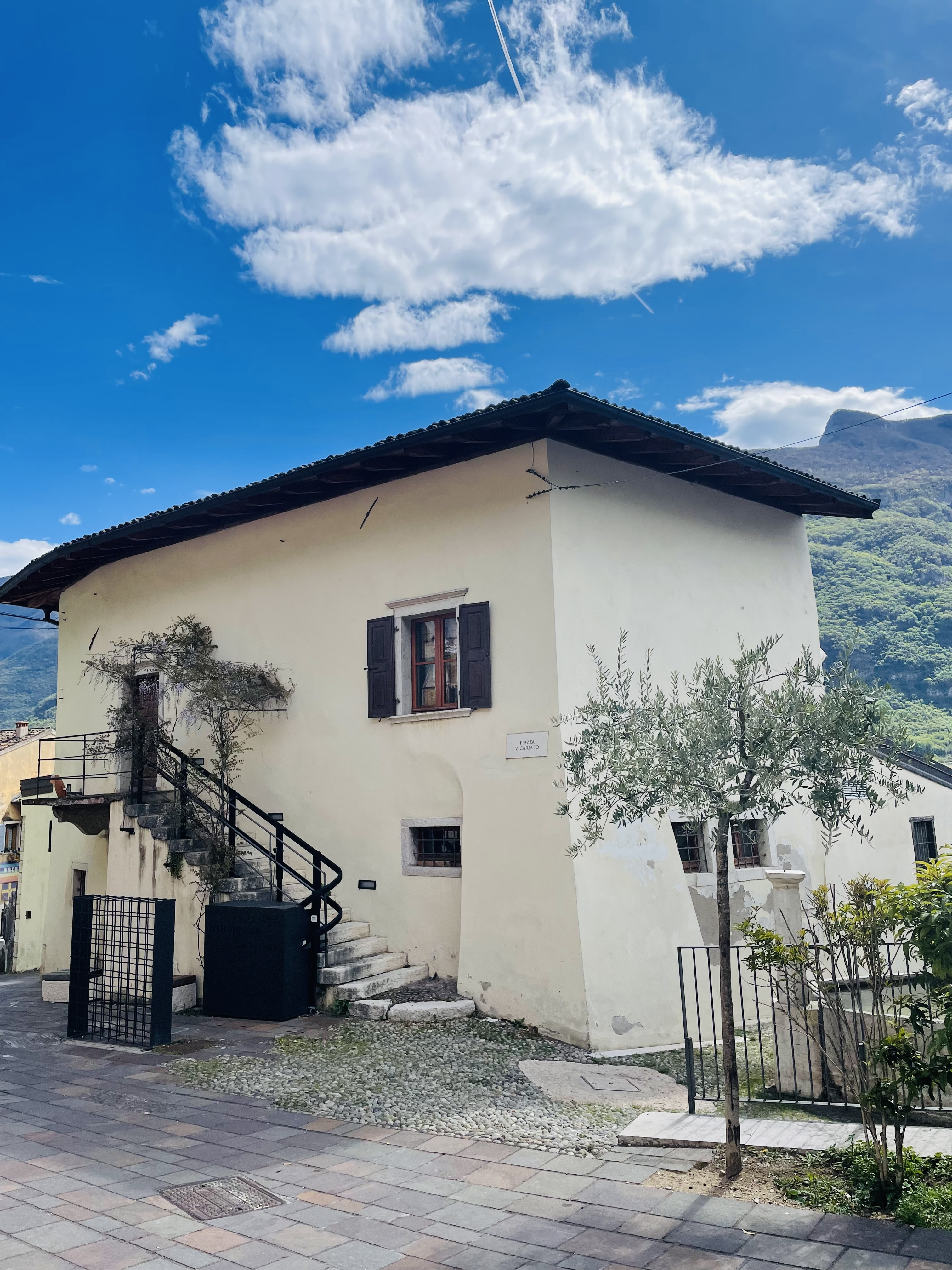
Sede del Vicariato di Avio presso la Casa del Vicario

Secondo il dettato degli statuti, i Quattro Vicariati prevedevano le seguenti cariche istituzionali:
- il dinasta, che poteva avere anche un suo delegato; nel corso dei secoli la carica fu tra l'altro assunta dai conti d'Arco, da membri della famiglia Madruzzo o della famiglia Castelbarco;
- il capitano di giustizia, che era il governatore civile, ovvero il giudice supremo dei Quattro Vicariati; per le decisioni dei casi più gravi venivano affiancati dai quattro vicari in carica;
- il vicario: ne veniva nominato uno per ognuno dei quattro borghi, ovvero per Ala, Avio, Brentonico e Mori.
- il massaro: in numero di tre, i massari curavano l'amministrazione.